# Komora spalania silnika wysokoprężnego
Komora spalania silników wysokoprężnych
Komory spalania silników wysokoprężnych konstrukcyjnie można podzielić na:
- Komory dzielone
- Komory niedzielone

Komory dzielone są stosowane w silnikach z wtryskiem pośrednim. Wyodrębniamy tu komorę wirową i komorę wstępną. Obecnie silniki z komorami dzielonymi wychodzą stopniowo z produkcji z uwagi na gorszą sprawność w stosunku do silników z komorami niedzielonymi.
Komory niedzielone są stosowane w silnikach z wtryskiem bezpośrednim.
Komory można uszeregować w kierunku wzrastającej sprawności wykorzystania energii paliwa:
- Komora z zasobnikiem powietrza – obecnie właściwie już nie występuje ze względu na trudności w wyregulowaniu jednakowych mocy dla poszczególnych cylindrów.
- Komora wstępna – dająca miękką pracę silnika a jednocześnie niewymagająca precyzyjnej aparatury wtryskowej. Stosowana była w XX wieku w wielu silnikach samochodowych np. Mercedes (D-B OM615-915 i inne).
- Komora wirowa – była bardzo popularna w silnikach trakcyjnych (samochody osobowe i ciężarowe np. 4C90). Zasadniczą jej zaletą jest możliwość stosowania dość prostej aparatury wtryskowej, wadą głośniejsza praca silnika niż w wariancie z komorą wstępną.
- Komora wtrysku bezpośredniego – najsprawniejsza termodynamicznie współcześnie najbardziej rozpowszechniona. Wymaga jednak bardzo precyzyjnej i wysokociśnieniowej aparatury wtryskowej (a więc drogiej), dobrego przygotowania paliwa i dobrego jakościowo.

Rozpowszenienie się system wtrysku common-rail spowodowało, że silniki z komorami dzielonymi w XXI wieku wychodzą z produkcji. 